# Grammomys dolichurus
Grammomys dolichurus — вид гризунів родини мишевих (Muridae). Він зустрічається в Анголі, Бурунді, Демократичній Республіці Конго, Кенії, Малаві, Мозамбіку, Руанді, ПАР, Південному Судані, Есватіні, Танзанії, Замбії та Зімбабве. Його природними середовищами існування є субтропічні чи тропічні сухі ліси, субтропічні чи тропічні вологі рівнинні ліси, субтропічні чи тропічні сухі чагарники, субтропічні чи тропічні вологі чагарники, субтропічні чи тропічні високогірні чагарники, субтропічні чи тропічні сухі низинні луки, орні землі, пасовища та міські райони.

## Опис
Дрібний гризун з довжиною голови й тулуба від 98 до 130 мм, довжиною хвоста від 134 до 205 мм, довжиною лапи від 22 до 27 мм, довжиною вух від 14 до 22 мм і вага до 60 г. Верхня частина тіла змінюється від червоно-коричневого до темно-сірого, з червонуватими відблисками на нижній частині спини. Черевна частина і задня частина ніг білі. Лінія поділу по боках чітка. Хвіст довший за голову і тулуб.

## Спосіб життя
Це деревний і нічний вид. Він будує кулясті гнізда, сплетені з грубої трави з тонким внутрішнім покриттям із жованої трави, у дуплах дерев, людських житлах і клубках рослинності висотою до 4 метрів. Харчується частинами рослин. Розмножується південним літом.